# Jiřina Petrovická
Jiřina Petrovická (n. 30 ianuarie 1923, Pardubice, Pardubice, Cehia – d. 10 octombrie 2008, Praga, Cehia) a fost o actriță de film cehoslovacă, artist emerit (1968), artist național (1978). A apărut în 20 de filme și emisiuni de televiziune între 1943 și 1985.

## Biografie
S-a născut în Pardubice, a crescut în Přelouč, districtul Pardubice. A studiat la Institutul Profesorilor din Praga (pe care l-a absolvit în 1942) și a urmat cursuri private de actorie cu Míla Pačová și Jaroslav Průcha⁠(d). În stagiunea 1942/1943 a lucrat la Teatrul Kladno, apoi s-a mutat la Pilsen (1943–1945). După cel de-Al Doilea Război Mondial, a fost membră a Teatrului Realist (Realistického divadla), unde a fost angajată de regizorul Jan Škoda și unde a jucat până în 1950. Apoi a lucrat un an la Teatrele Orășenești din Praga (Městská divadla pražská) și, în final, la Teatrul Național din Praga, între 1951 și 1990. Ultimul ei rol a fost cel al doamnei Pernell în piesa Tartuffe a lui Molière, rol pe care l-a jucat pe scena Teatrului Național din 1988 până în noiembrie 1992.
A debutat în cinematografie în 1943 (Čtrnáctý u stolu, regizat de Oldřich Nový⁠(d) și Antonín Zelenka), jucând ulterior roluri în filmele Krakatit, Flautistul de la Strakonice (Strakonický dudák aneb Hody divých žen) și Păstoriță goală (Nahá pastýřka). În 1946, a apărut în Bărbați fără aripi în regia lui František Čáp, ca secretara Jana Tomešová. În 1948, a apărut în filmul SF Krakatit în regia lui Otakar Vávra, ca asistentă medicală.
A lucrat în televiziune (de exemplu, în serialele Judecata, Jana Eyrová, Cele treizeci de cazuri ale maiorului Zeman, Femeia din spatele tejghelei, Rușinea bucătarului-șef Svatopluk) și la producții radiofonice. A cântat hitul de epocă „Navighează spre Triana” (Plují lodi do Triany) din piesa Pedro Vulpea a lui Cervantes. Măiestria sa de-o viață în dublaj a fost recunoscută în 2008 când i s-a acordat Premiul František Filipovský⁠(d).
Mama sa Běla (1900-1988) s-a căsătorit cu actorul Jaroslav Průcha⁠(d) (1898-1963) în jurul anului 1950.

## Filmografie selectată
- Paisprezece la masă (Čtrnáctý u stolu, 1943)
- Bărbați fără aripi (1946)
- Krakatit (1948)
- Cariera (Kariéra, 1948)[28]
- Secretul sângelui (Tajemství krve, 1953)[29]